# Knarr
 For alternative betydninger, se Knarr (kølbåd). (Se også artikler, som begynder med Knarr (kølbåd))
Knarr er en nordisk bådtype som blev brugt i vikingetiden. Båden var et havgående handelsskib. Den var bredere, dybere og kortere end et langskib, som var bygget til krigsførelse.
Mens langskibet kunne både roes og sejles, var knarren næsten udelukkende bygget som sejlskib. Uden tvivl var knarren den vigtigste type vikingeskib. Knarren kunne tage mere last og manøvreres med mindre mandskab. Som andre nordiske skibe i vikingetiden var knarren klinkbygget.
De fleste af vikingernes sejladser til Island, Grønland og Vinland blev sejlet med knarrer. Knarrer havde plads til såvel husdyr som alt andet som man havde brug for på de lange ruter.
Den bedst bevarede knarr blev fundet i Roskilde Fjord (Skuldelev 1). Den kan ses i Vikingeskibsmuseet i Roskilde, hvor der også er bygget en rekonstruktion Ottar.
Vikingeskibet lagde i 1940'erne desuden navn til et robust norsk sejlskib – se Knarr (kølbåd).